# HP 9800
La gamme de machines HP 9800 est une série de calculatrices programmables de bureau et plus tard nommés comme des ordinateurs de bureau produits par la société Hewlett-Packard qui succède à la gamme HP 9100A.

## Histoire
- HP-9810A (model 10) (1971[1]) : Calculateur RPN de seconde génération[2],
- HP-9820A (model 20) (1972[1]): Calculateur alphanumérique[3],
- HP-9830A (model 30) (1973[1]) : Calculateur de bureau en BASIC[3],
- HP 9805A : Calculateur statistique[3],
- HP 9815A/S : Calculateur RPN de 3e génération[3],
- HP 9825A : Premier calculateur programmé en HPL[4].

## Des machines programmables
Bien que leur processeur ne fût qu'une légère adaptation de celui des mini-ordinateurs HP, il fallait mettre au point un système d'exploitation et un langage adaptés pour tenir dans la mémoire morte de ces calculateurs. On opta pour BASIC, un langage simplifié (et interprété), inspiré du FORTRAN des HP 1000. Le clavier fut doté de flèches directionnelles pour pouvoir passer d'une ligne de programme à l'autre, insérer ou supprimer des caractères ; ces possibilités étaient entièrement nouvelles, et ne seront disponibles sur les terminaux que vers la fin des années 1970, avec la généralisation de l'éditeur de texte plein écran : les éditeurs pour terminaux étaient alors tous des éditeurs ligne par ligne.
Ces machines furent aussi les premières à amener des touches de fonction utilisateur (deux rangées), marqués d'étiquettes autocollantes. Ce sont les ancêtres de la touche de menu des terminaux Hewlett Packard (et IBM), désormais omniprésente sur les calculatrices, les DAB ou les pompes à essence.
Le BASIC de ces machines pouvait bénéficier de quelques fonction graphiques ou alphanumériques codées sur des modules ROM enfichables, analogues à ceux des futures consoles de jeu vidéo.
Le module ROM pour table traçante intégrait quelques commandes de tracé graphique, avec possibilité de coordonnées utilisateur. Ces commandes ont été regroupées dans un langage graphique HP, AGL, qui était utilisables avec les HP 1000 minicomputer et le terminal graphique HP 2647.
```
 
10
 
REMARK
 
DRAW
 
A
 
PARABOLA

 
20
 
SCALE
 
-1.0
,
 
1.0
,
 
-1.0
,
 
1.0

 
30
 
FOR
 
X
 
=
 
-1.0
 
TO
 
1.0
 
STEP
 
0.10

 
40
 
PLOT
 
X
,
 
X
*
X

 
50
 
NEXT
 
X

 
60
 
END

```

### Le langage HPL
Le langage HPL adressait des mémoires numérotées r1, r2, jusqu'à r199999. Le programme HP 9825 suivant donne la liste des nombres premiers :
```
 
0
:
 
fxd
 
0

 
1
:
 
prt
 
1

 
2
:
 
prt
 
2

 
3
:
 
1
→
P

 
4
:
 
for
 
C
=
2
 
to
 
1000000

 
5
:
 
P
+
2
→
P

 
6
:
 
for
 
N
=
3
 
to
 
P
/
3

 
7
:
 
if
 
int
(
P
/
N
)
*
N
 
=
 
P
;
 
gto
 
4

 
8
:
 
next
 
N

 
9
:
 
prt
 
P

 
10
:
 
next
 
C

```

On voit que l’affectation d'un nombre à un registre se faisait avec un symbole spécial, en forme de flèche : 1→P.

### Autres calculateurs programmables en BASIC
La division Terminaux de saisie de HP a développé une version programmable des terminaux HP2640 (le HP 2647a), disposant d'un interpréteur AGL et des instructions graphiques. L'écriture de l'interpréteur BASIC du HP 2647 a été l'un des premiers gros contrats de Microsoft avec un constructeur informatique.
Cette même division Terminaux est celle qui a produit les stations de travail UNIX HP 9000, et qui a fini par absorber Apollo Computer. Le HP Basic a évolué vers Rocky Mountain BASIC de ces stations de travail, qui continue d'être fourni par respect des engagements contractuels.